# Verbandsgemeinde Offenbach an der Queich
Verbandsgemeinde Offenbach an der Queich é uma associação municipal da Alemanha localizada no distrito de Südliche Weinstraße, no estado da Renânia-Palatinado.

## Composição
- Bornheim
- Essingen
- Hochstadt
- Offenbach an der Queich (sede)

## Política
Cadeiras ocupadas na comunidade:
|      | SPD | CDU | FDP | FWG | Total       |
| 2009 | 8   | 10  | 3   | 7   | 28 Cadeiras |
| 2004 | 8   | 11  | 2   | 7   | 28 Cadeiras |